# Овсяница
Овсяница (лат. Festuca) — род травянистых растений семейства Злаки (Poaceae).
Встречаются на лугах, в лесах. Произрастают во всех областях Земли с холодным, умеренным и субтропическим климатом, а также в горных районах тропиков.

## Синонимы
Синонимы:
- Amphigenes Janka
- Anatherum Nabelek
- Argillochloa W.A.Weber
- Bucetum Parn.
- Dielsiochloa Pilg.
- Drymochloa Holub
- Drymonaetes Fourr., nom. inval.
- Festucaria Heist. ex Fabr.
- Gnomonia Lunell
- Gramen E.H.L.Krause
- Helleria E.Fourn.
- Hellerochloa Rauschert
- Hesperochloa (Piper) Rydb.
- Laston Pau
- Leiopoa Ohwi
- Leucopoa Griseb.
- Lojaconoa Gand.
- Loliolum V.I.Krecz. & Bobrov
- Micropyrum (Gaudin) Link
- Nabelekia Roshev.
- Narduroides Rouy
- Pseudobromus K. Schum.
- Psilurus Trin.
- Schedonorus P.Beauv.
- Schoenodorus Roem. & Schult., orth. var.
- Vulpia C.C.Gmel.
- Wangenheimia Moench
- Wasatchia M.E.Jones

## Биологическое описание

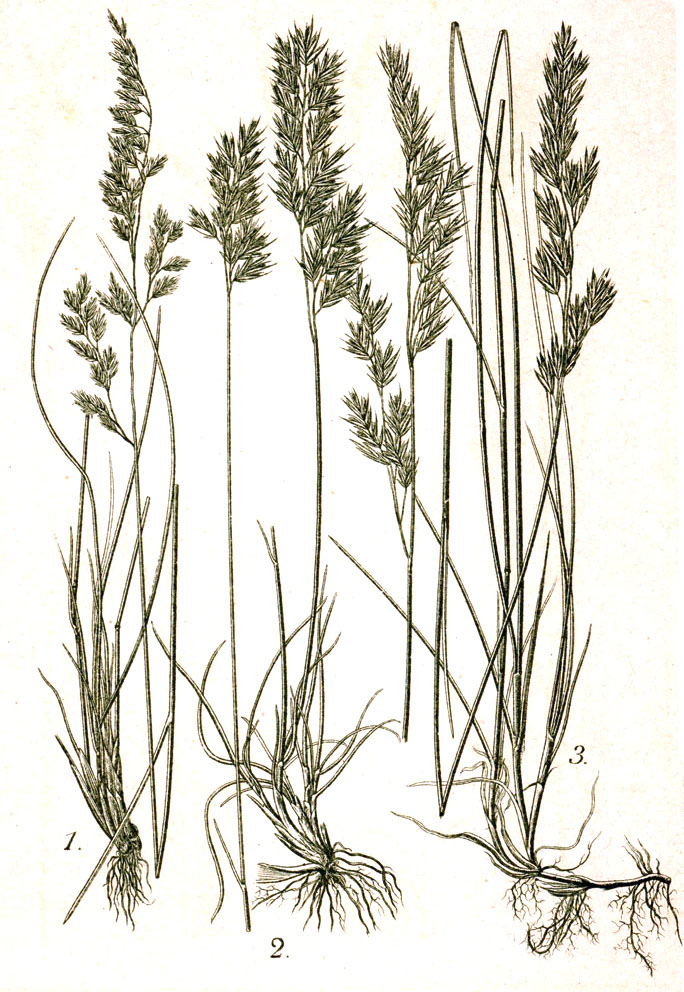
Разные виды овсяницы

Стебель прямостоячий, высотой 10—120 (до 200) см. Влагалища замкнутые или расщеплёные, с ланцентными ушками или без них. Растение образует подземные ползучие побеги или густые дерновины.
Листья линейные, обычно шероховатые или волосистые, реже голые и гладкие, шириной до 15 мм, часто свёрнутые или сложенные вдоль пластинки (это позволяет им экономить воду, так как внутри полости создаётся сильноувлажнённый воздух — в результате транспирации, и дальнейшего испарения из устьиц не происходит), в этом случае диаметром до 0,3—1,2 мм.
Соцветие — раскидистые или сжатые метёлки. Колоски длиной 5—15 мм, с 2—10 (до 15) цветками, рыхлые, на ножках, с шероховатой, извилистой остью. Колосковые чешуйки неравные, более менее килеватые; нижние с одной жилкой; верхние с тремя. Нижние цветовые чешуйки большей частью ланцетные, с пятью жилками, острые. Верхние цветовые чешуйки ланцетные, более менее двузубые. Тычинок 3, завязь обратнояйцевидная с двумя рыльцами.
Зерновка продолговатая, длиной 2,3—5 мм, на спинке выпуклая, спереди желобчатая.

## Значение и применение
Большая часть видов — кормовые растения. Особенно ценным пастбищным и сенокосным растением является Овсяница луговая (Festuca pratensis), близкая к ней Овсяница тростниковая (Festuca arundinacea) даёт более грубое сено, но выдерживает засоленую почву. Хорошим пастбищным растением является Овсяница красная (Festuca rubra).
Овсяница луговая и Овсяница красная также широко используются для устройства газонов.
Овсяница красная и Овсяница Беккера (Festuca beckeri) используются для закрепления подвижных песков, а такие виды, как Овсяница каратавская (Festuca karatavica) и Овсяница жестколистная (Festuca sclerophylla) применяются для закрепления насыпей.
Овсяница сизая — популярное декоративное растение.

## Классификация

### Таксономия
Род Овсяница входит семейство Злаки (Poaceae) порядка Злакоцветные (Poales).
|  |                                      |  |                                                             |                                                             |                 |  | ещё 17 семейств (согласно Системе APG II) |                     |                     |                 |
|  |                                      |  |                                                             |                                                             |                 |  |                                           |                     |                     | около 300 видов |
|  |                                      |  |                                                             | порядок Злакоцветные                                        |                 |  |                                           |                     | род Овсяница        |                 |
|  |                                      |  |                                                             | порядок Злакоцветные                                        |                 |  |                                           |                     | род Овсяница        |                 |
|  | отдел Цветковые, или Покрытосеменные |  |                                                             |                                                             | семейство Злаки |  |                                           |                     |                     |                 |
|  | отдел Цветковые, или Покрытосеменные |  |                                                             |                                                             |                 |  |                                           |                     |                     |                 |
|  |                                      |  | ещё 44 порядка цветковых растений (согласно Системе APG II) | ещё 44 порядка цветковых растений (согласно Системе APG II) |                 |  |                                           | ещё около 600 родов | ещё около 600 родов |                 |
|  |                                      |  |                                                             | ещё 44 порядка цветковых растений (согласно Системе APG II) |                 |  |                                           |                     | ещё около 600 родов |                 |

### Виды
По информации базы данных The Plant List, род включает 664 вида. Некоторые из них:
- Festuca alatavica (Hack. ex St.-Yves) Roshev. — Овсяница алатавская
- Festuca altaica Trin. — Овсяница алтайская
- Festuca altissima All. — Овсяница высокая
- Festuca amethystina L. — Овсяница аметистовая
- Festuca arundinacea Schreb. — Овсяница тростниковая
- Festuca arvernensis Auquier et al. — Овсяница овернская
- Festuca baffinensis Polunin — Овсяница баффинова
- Festuca beckeri (Hack.) Trautv. — Овсяница Беккера
- Festuca brachyphylla Schult. & Schult.f. — Овсяница коротколистная
- Festuca californica Vasey — Овсяница калифорнийская
- Festuca callieri (Hack. ex St.-Yves) Markgr. — Овсяница Калье
- Festuca cretacea T.N.Popova & Proskor. — Овсяница меловая
- Festuca dahurica (St.-Yves) V.I.Krecz. & Bobrov — Овсяница даурская
- Festuca djimilensis Boiss. & Balansa — Овсяница джимильская
- Festuca drymeja Mert. & W.D.J.Koch — Овсяница лесная, или Овсяница горная
- Festuca elegans Boiss. — Овсяница изящная
- Festuca extremiorientalis Ohwi — Овсяница дальневосточная
- Festuca filiformis Pourr. — Овсяница нитевидная
- Festuca gigantea (L.) Vill. — Овсяница гигантская
- Festuca heterophylla Lam. — Овсяница разнолистная
- Festuca komarovii Krivot. — Овсяница Комарова
- Festuca lenensis Drobow — Овсяница ленская
- Festuca litvinovii (Tzvelev) E.B.Alexeev — Овсяница Литвинова
- Festuca longifolia Thuill. — Овсяница длиннолистная
- Festuca mairei St.-Yves — Овсяница Майра
- Festuca ovina L. typus[3] — Овсяница овечья
- Festuca pallens Host — Овсяница бледноватая
- Festuca pratensis Huds. — Овсяница луговая
- Festuca pseudodalmatica Krajina ex Domin — Овсяница ложнодалматская
- Festuca pseudovina Hack. ex Wiesb. — Овсяница ложноовечья
- Festuca rubra L. — Овсяница красная
- Festuca rupicola Heuff. — Овсяница каменистая
- Festuca sclerophylla Boiss. ex Bisch. — Овсяница жестколистная
- Festuca trachyphylla (Hack.) Krajina — Овсяница шершаволистная
- Festuca vaginata Waldst. & Kit. ex Willd. — Овсяница влагалищная
- Festuca valesiaca Schleich. ex Gaudin — Овсяница валлисская, или Типчак
- Festuca varia Haenke — Овсяница изменчивая, или Овсяница пёстрая
- Festuca venusta St.-Yves — Овсяница красивая
- Festuca vivipara (L.) Sm. — Овсяница живородящая